# Oblikoslovje
Oblikoslôvje ali morfologíja je jezikoslovna veja, ki proučuje en del slovnične ravnine jezika, to je oblike, ne pa tudi skladnje besed (to je njihovega zlaganja v besedne zveze, stavke). Oblikoslovje določa vrstne, oblikovne in funkcijske značilnosti besed. Obsega nauk o besednih vrstah, o oblikah posameznih besednih vrst, njihovem naglasu in o vlogah, ki jo posamezne besedne vrste imajo v besedni zvezi in stavku.

## Besedne vrste
Besedne vrste so množice besed z enakimi skladenjskimi vlogami in drugimi lastnostmi, kot so tvorjenost, slovnične kategorije, konverznost. V slovenskem jeziku lahko besede razvrstimo v devet besednih vrst:
- pregibne besedne vrste:
  - samostalniška beseda
  - pridevniška beseda
  - glagol
- nepregibne besedne vrste:
  - prislov
  - povedkovnik
  - predlog
  - veznik
  - členek
  - medmet

Zgornja delitev, ki jo srečamo na primer pri Toporišiču, temelji na skladenjski (stavčnočlenski) vlogi besed. Obstajajo tudi druge delitve, na primer oblikoslovno-pomenoslovna delitev, ki pozna samostalnik, pridevnik, zaimek, števnik, glagol, prislov, predlog, veznik in medmet.

## Pregibanje
Ločujemo tri vrste pregibanja:
- sklanjatev – sklanjajo se samostalniške besede in pridevniške besede.[2] Lahko jim določimo sklon, spol in število;[3]
- spregatev – spregamo glagole. Osebnim glagolskim oblikam lahko določimo osebo, število, čas, naklon in način, glede na pomen pa še vid in prehodnost;[3]
- stopnjevanje – stopnjujemo pridevnike in jim lahko določamo stopnjo: osnovnik (lep), primernik (lepši), presežnik (najlepši).[3] Stopnjujemo tudi nekatere prislove, ki označujejo lastnost, in imajo oblike za stopnje iz ustreznih pridevniških (lepo – lepše – najlepše; zelo – bolj – najbolj).[2]

Pregibne besede imajo osnovo in končnico.

## Prehodi med besednimi vrstami
Beseda lahko preide iz ene besedne vrste v drugo, kar imenujemo prehod med besednimi vrstami ali konverzija:
- posamostaljenje:
  - pridevnik v samostalnik (npr. dežurni: Dežurnega krivca so poiskali med učenci. → V razred so poklicali dežurnega.)
  - pridevniški zaimek v samostalniški zaimek (npr. vsak: Vsak dan so igrali nogomet. → Vsak lahko pride na vrsto.)
  - števnik v samostalnik (npr. trije: Trije prijatelji igrajo košarko. → Od dvajsetih igralcev so dobri le trije.)
  - prislov v samostalnik (npr. prav: Prav sem predvideval. → Prepričan sem o svojem prav.)
- prehod samostalnika v prislov (npr. sila: Nobena sila ga ne premakne. → Bil je sila močan.)
- prehod v predlog:
  - samostalnik v predlog (npr. vrh: Prišli so na vrh gore. → Vrh gore so postavili kočo.)
  - prislov v predlog (npr. blizu: Stojiva blizu skupaj. → Blizu hiše je gozd.)
- prehod prislova v členek (npr. prav: Prav sem predvideval. → Prav vsi sodelavci so prišli na sestanek.)